# Jan van Kessel
Pour les articles homonymes, voir Jan van Kessel (dit Kessel d'Amsterdam) et Kessel.
Jan van Kessel est un peintre flamand, né en 1626 à Anvers et mort en 1679 dans cette même ville. Artiste polyvalent, il a pratiqué de nombreux genres : études d'insectes, natures mortes florales, marines, paysages fluviaux, paysages paradisiaques, compositions allégoriques, scènes avec des animaux et scènes de genre.
Descendant de la famille Brueghel, nombre de ses sujets s'inspirent de l'œuvre de son grand-père Jan Brueghel l'Ancien ainsi que de la génération précédente de peintres flamands tels que Daniel Seghers, Joris Hoefnagel et Frans Snyders . Les œuvres de Van Kessel étaient très prisées par ses contemporains et étaient collectionnées par des artisans qualifiés, de riches marchands, des nobles et des personnalités étrangères dans toute l'Europe.

## Biographie
Descendant par les femmes de la dynastie des Bruegel, Jan van Kessel est fils du peintre Hieronymus van Kessel, petit-fils de Jan Brueghel l'Ancien, neveu à la fois de Jan Brueghel le Jeune et de David Teniers le Jeune. Il commence son apprentissage chez Simon de Vos en 1634. Il effectue toute sa carrière à Anvers. Il est influencé par Daniel Seghers (1590-1661). Vers 1645 il entre à la Guilde de Saint-Luc. Il se fait une réputation dans les tableaux d'oiseaux, dont plusieurs sont gravés par Dossier et Filloeul.

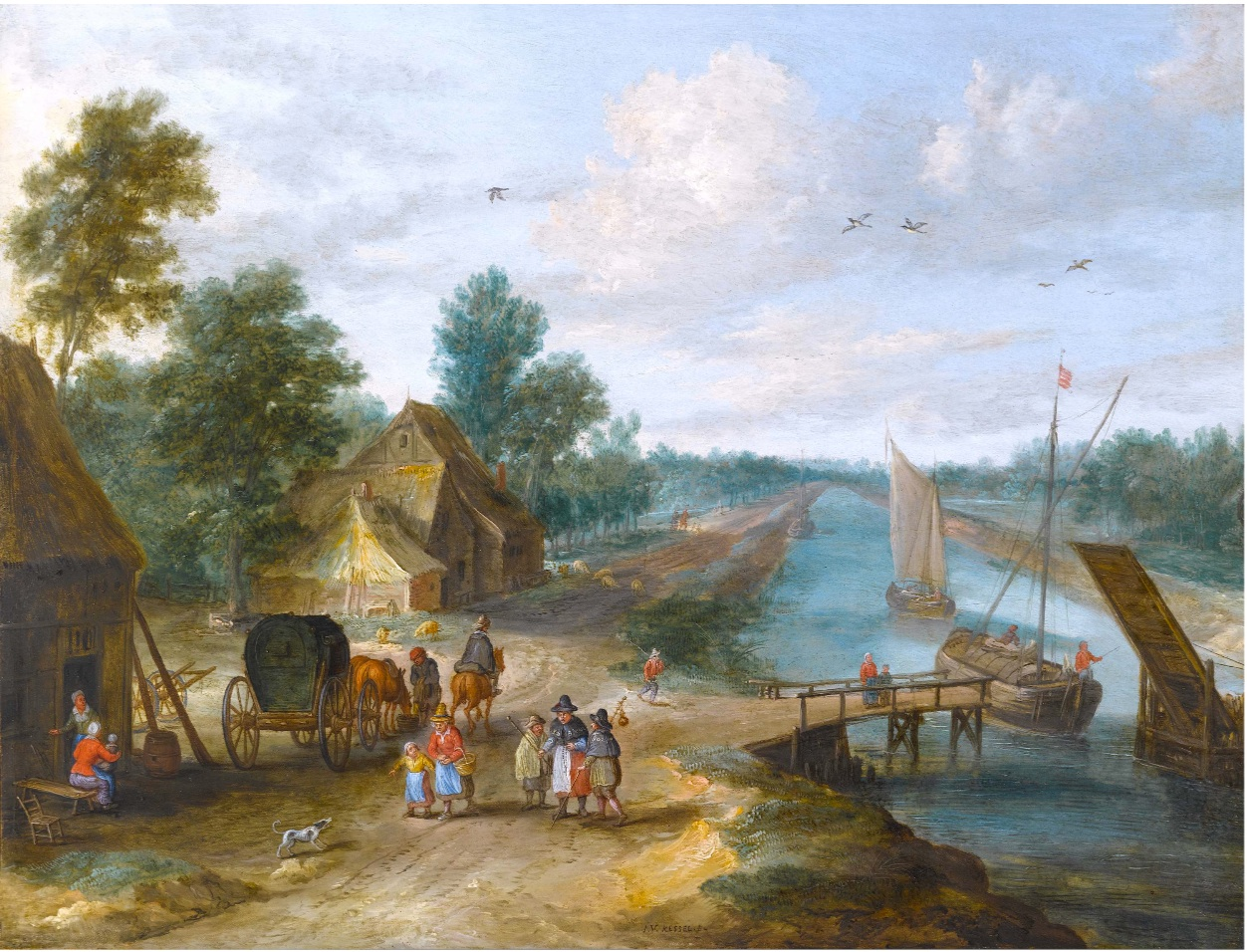
Paysage de rivière avec des personnages sur un chemin

Il épouse Maria van Apshoven le 11 juin 1646. Il aura treize enfants dont deux seront peintres, notamment Jan van Kessel le Jeune (1654-1708) et Ferdinand van Kessel (1648-1696). Il devient capitaine d'une schutterij (garde civile) locale à Anvers.
Jan van Kessel était financièrement prospère, ses œuvres atteignant des prix élevés et étant largement collectionnées dans son pays et dans toute l'Europe,. Il achète en 1656 une maison appelée Witte en Roode Roos (Rose blanche et rouge) dans le centre d'Anvers. À la mort de sa femme en 1678, sa fortune semble s'être dégradée. En 1679, il a dû hypothéquer sa maison. Il est devenu trop malade pour peindre et meurt le 17 avril 1679 à Anvers.

## Œuvre
Jan van Kessel s'est spécialisé dans les tableaux de petite taille représentant des sujets glanés dans la nature, tels que des natures mortes florales et des séries allégoriques illustrant les règnes animaux, les quatre éléments, les sens ou les parties du monde. Obsédé par le détail pittoresque, van Kessel travaillait d'après nature et utilisait des textes scientifiques illustrés comme sources pour remplir ses tableaux d'objets représentés avec une précision quasi scientifique.

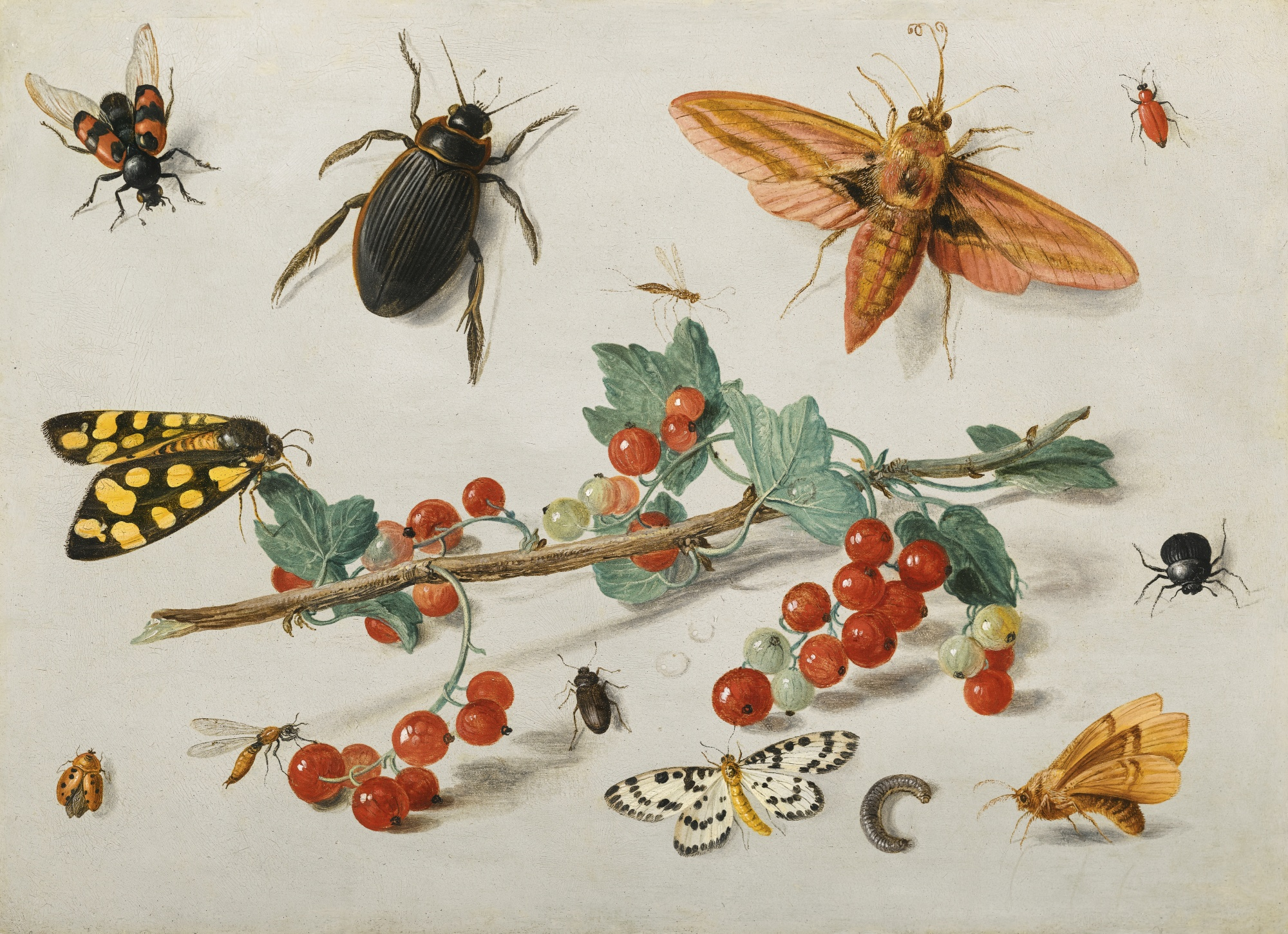
Griffe de groseilles avec un papillon de nuit, une coccinelle, un mille-pattes et d'autres insectes

Au-delà de la nature morte flamande traditionnelle qu'il pratique d'ailleurs dans des compositions de fleurs, des buffets d'apparat ou les cabinets de curiosités, il oriente sa peinture entre étude scientifique, zoologique et botanique, et œuvre d'art. Abandonnant la dimension symbolique religieuse prêtée aux êtres naturels, il les décrit avec un très grand réalisme, reproduisant même les ombres des insectes ou des coquillages sur leurs fonds blancs, à l'aide d'une technique d'une extrême précision, imposée par les dimensions généralement réduites de ses œuvres, souvent réalisées sur cuivre.
Madame la baronne Edith Greindl (voir bibliographie) a catalogué l'œuvre peinte de Jan van Kessel, elle répertorie 65 tableaux signés et 64 non signés.

### 1660: ensemble (175 × 123 cm) de 40 panneaux représentant des animaux, auMusée du Prado, àMadrid
Dans les compositions de van Kessel dont le naturalisme gracieux dépasse largement en exactitude l'imprécise gaucherie des œuvres du siècle précédent, les papillons sont, de façon générale, particulièrement présents. Un article, publié en 2003, sur les lépidoptères dans les natures mortes du XVIIe siècle, n'en dénombre pas moins de 32 sur 7 de ses œuvres. Le Machaon (Papilio machaon), le Gazé (Aporia crataegi), la Piéride du chou (Pieris brassicae), le Sylvain azuré (Limenitis reducta), l'Aurore (Anthocaris cardamines), la Mégère (Lasiommata megera) apparaissent parmi les espèces les plus fréquemment figurées par van Kessel, ainsi que le Vulcain (Vanessa atalanta), évoqué par la majorité des peintres de l'époque.

### 1664-1666:Les quatre continents, à l'Alte PinakothekdeMunich

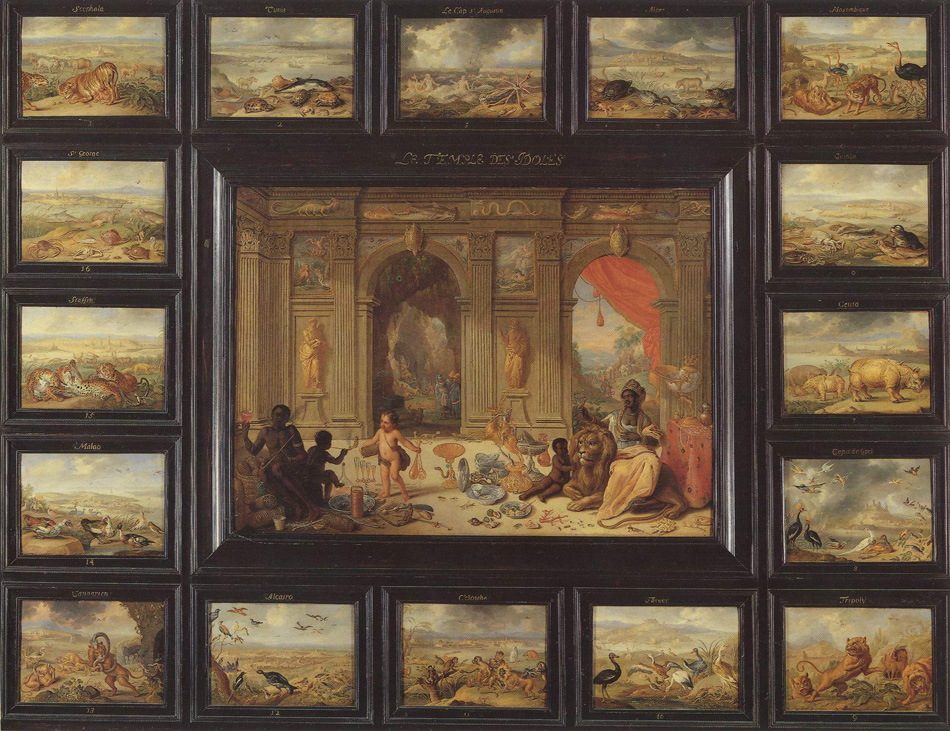
L'afrique, Alte Pinakothek

Jan van Kessel a également peint en 1664-1666 une allégorie des quatre continents connus à son époque, l'Europe, l'Amérique, l'Afrique et l'Asie, qui constitue un cas particulier de « chambres aux merveilles » étendues aux dimensions de salles de palais. Sur les panneaux centraux (48,4 × 67,5 cm), encadrés chacun de 16 vues (14,5 × 21 cm) de villes ou de paysages et d'animaux, se trouvent rassemblés les symboles naturels et culturels de chaque continent, parmi lesquels des collections d'insectes ressemblant à des planches d'exposition. Pour l'Europe une trentaine de lépidoptères se trouvent ainsi représentés, y compris ceux figurant sur la page ouverte d'un livre et sur une peinture, placée sur un chevalet, qui occupe une place d'honneur parmi l'accumulation des objets : une nature morte de fleurs en laquelle les papillons se trouvent ainsi peints comme au second degré. Tout juste à côté, le peintre, en un cadre plus modeste, a composé sa signature à l'aide de représentations de chenilles.

### Chronologie
- 1653 : Nature morte avec fruits et fruits de mer, huile sur toile, 31 × 44 cm, Galerie Palatine, Palais Pitti, Florence
- 1660 : Allégorie de l'air, collection privée[9].
- 1661 : Nature morte avec poisson et créature marine dans un paysage côtier, 1661, 20 × 30 cm, Musée Städel, Francfort sur le Main[10]
- 1660-1665 : Insectes et fruits, huile sur cuivre, 11 × 15 cm, Rijksmuseum, Amsterdam[11]
- 1660-1670 : Les Bulles de savon (cartouche d'un médaillon de Teniers le Jeune), huile sur toile, 67 × 51 cm, Musée du Louvre, Paris[12]
- Dates non renseignées :
  - Emblème de la guerre, huile sur cuivre, 19 × 25 cm, Nationalmuseum, Stockholm[13]
  - Allégorie du goût, huile sur toile, Musée municipal de Saint-Germain-en-Laye
  - Une Allégorie de l'air, huile sur bois, 53 × 94 cm, Collection privée, Vente Sotheby's 2010[14]

### Lieux de conservation
En Belgique
- Le Concert du hibou, Anvers, Musée royal des beaux-arts. Attribution incertaine[15]

Aux États-Unis
- Peapods and Insects, San Francisco, Musée des Beaux-Arts de San Francisco[16]
- Butterfly, Caterpillar, Moth, Insects, and Currants (c. 1650–1655), Los Angeles, Getty Museum[17]

En France

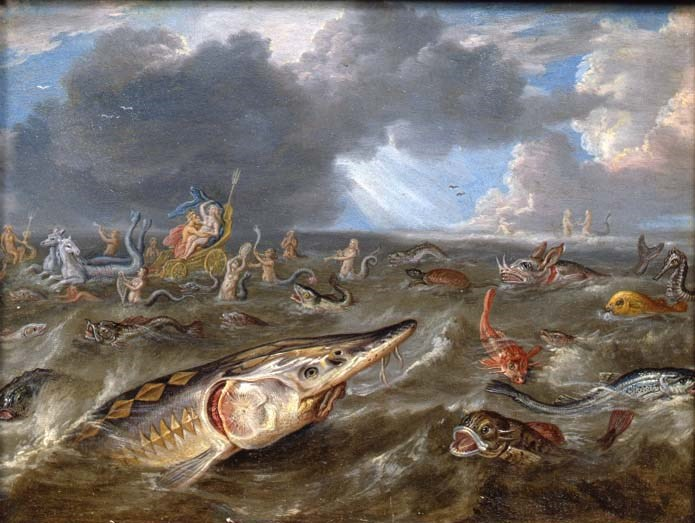
Le triomphe d'Amphitrite (entre 1650 et 1679), Musée des Beaux-Arts de Quimper.

- Les Quatre éléments, huile, cuivre, 28 × 28 cm, Musée des beaux-arts de Strasbourg[18]
- Allégorie de l'air et de l'eau, huile sur bois, 22 x 33.4 cm, Musée des beaux-arts de Quimper
- Les ennemis des serpents, huile sur cuivre, 13 x 19 cm, Gray (Haute-Saône), musée Baron-Martin
- La Terre, huile sur bois, 174 x 24 cm, M.N.R., œuvre récupérée à la fin de la seconde guerre mondiale, dépôt du musée du Louvre, en attente de sa restitution à ses légitimes propriétaires, Gray (Haute-Saône), musée Baron-Martin
- L'Eau, huile sur bois, 17 x 24 cm, M.N.R., œuvre récupérée à la fin de la seconde guerre mondiale, dépôt du musée du Louvre, en attente de sa restitution à ses légitimes propriétaires, Gray (Haute-Saône), musée Baron-Martin
- L'Arbre aux oiseaux, huile sur cuivre, 17 × 22 cm, Musée des beaux-arts de Rennes[19]
- L'Entrée dans l'arche, huile sur bois, 43 × 55 cm, Musée des beaux-arts de Rennes[20]
- Festons, masques et rosettes de coquillages, 40 × 56 cm, Paris, Fondation Custodia.
- Scène de cannibalisme, huile sur cuivre, 18 x 24,5 cm, Musée du Nouveau Monde, La Rochelle[21]

Aux Pays-Bas
- Sprig of White Currant with Insects, huile sur cuivre[22]
- Sheet of Studies of Nine Insects, dessin au pinceau[23]

Au Royaume-Uni
- Cambridge, Fitzwilliam Museum[24]
  - Série Butterflies and other insects
  - Série A vase of flowers, Cambridge, Fitzwilliam Museum
- Oxford, Ashmolean Museum
  - Série d'insectes, huile sur cuivre[25]
  - Série de natures mortes, huile sur cuivre[26]

## Galerie d'images

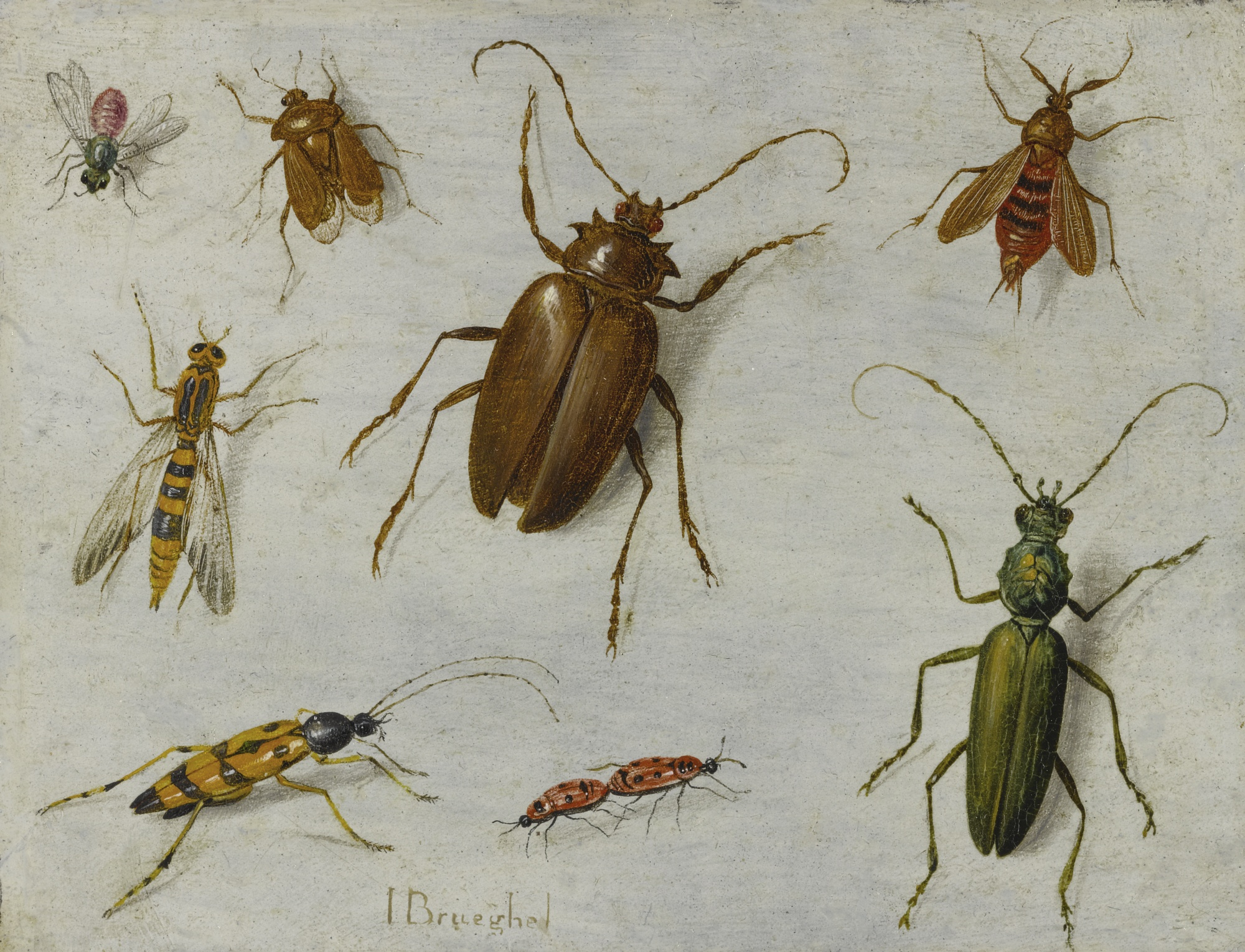
Étude d'insectes, 1648-76
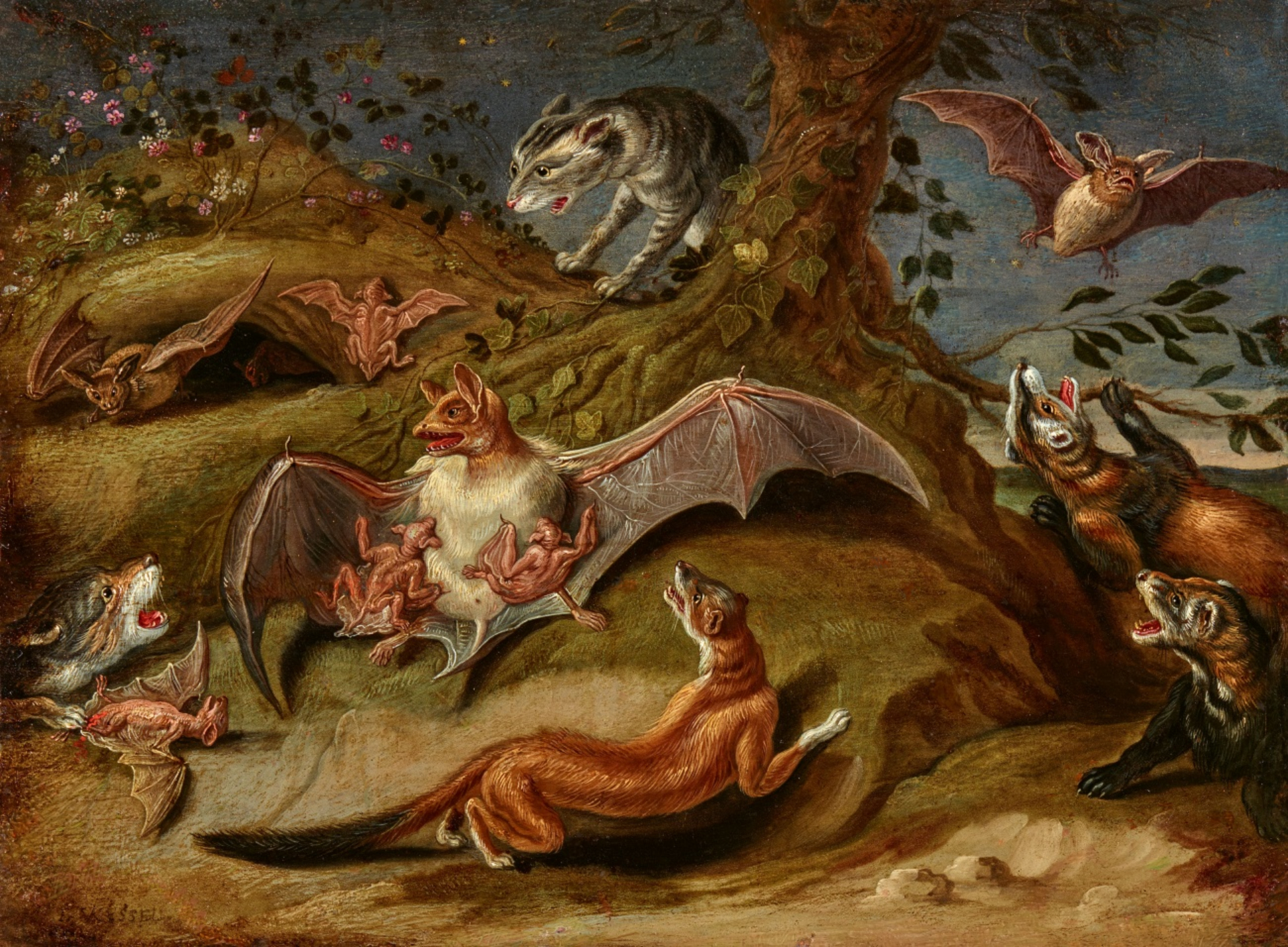
Allégorie de la nuit Collection privée.
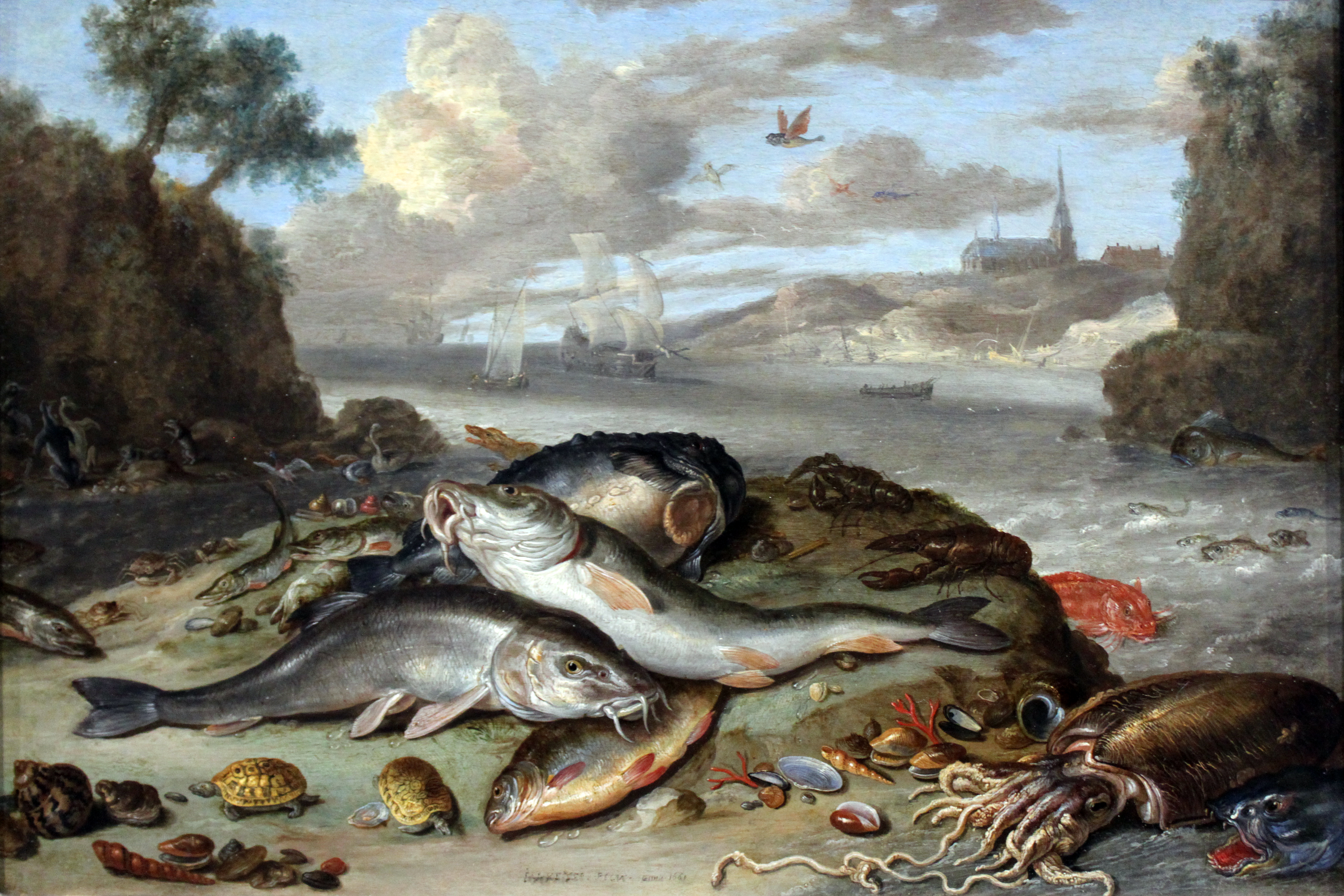
Poissons au bord d'un rivage, 1661 Städel, Museum
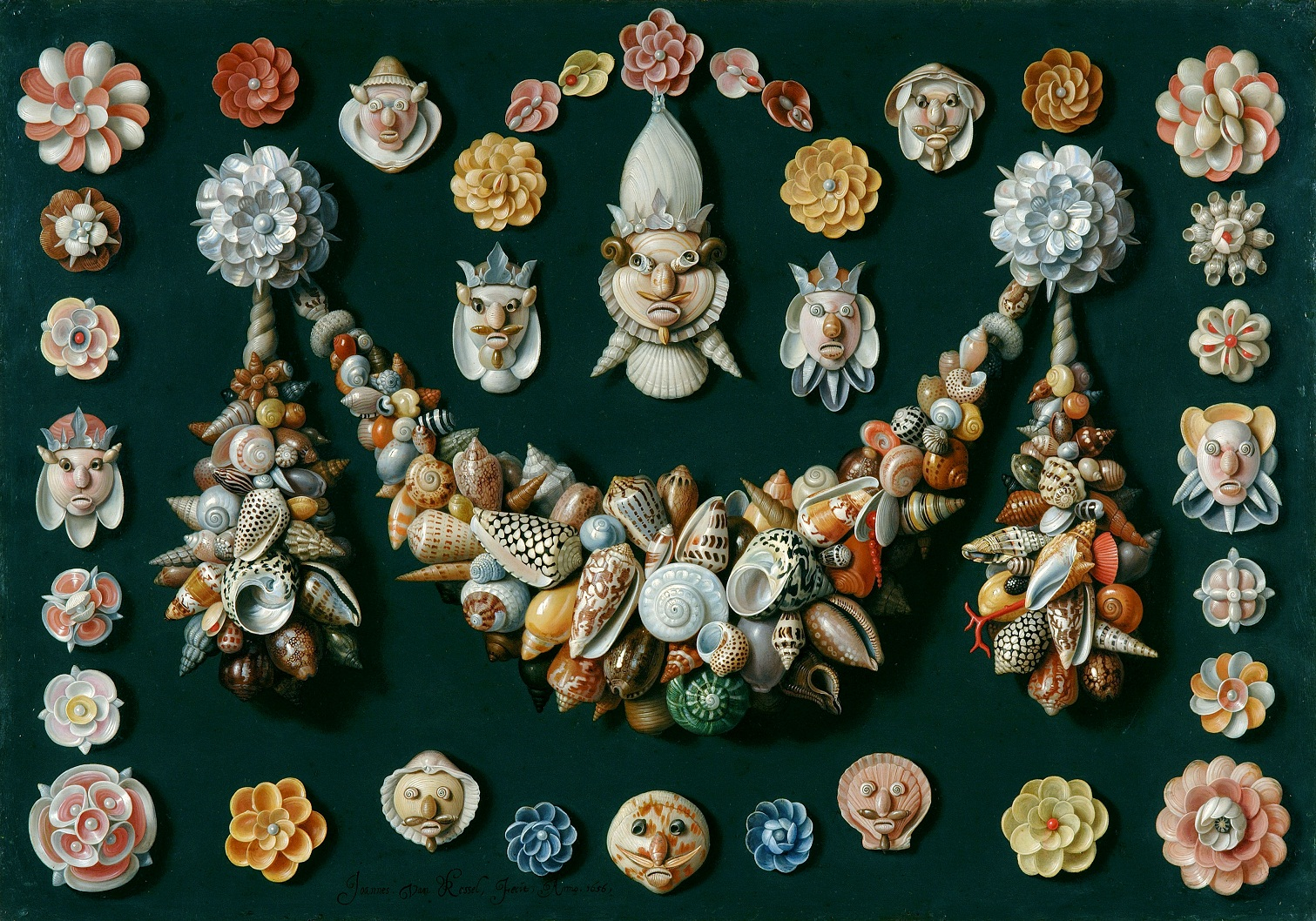
Masques made with seashells Fondation Custodia.
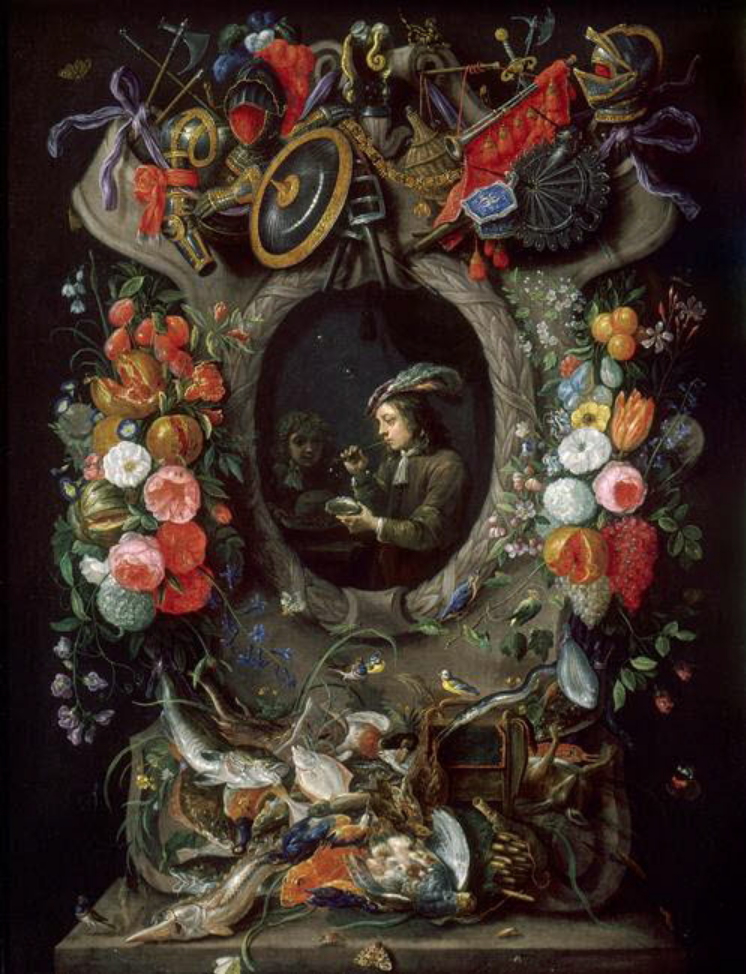
Les Bulles de savon Musée du Louvre
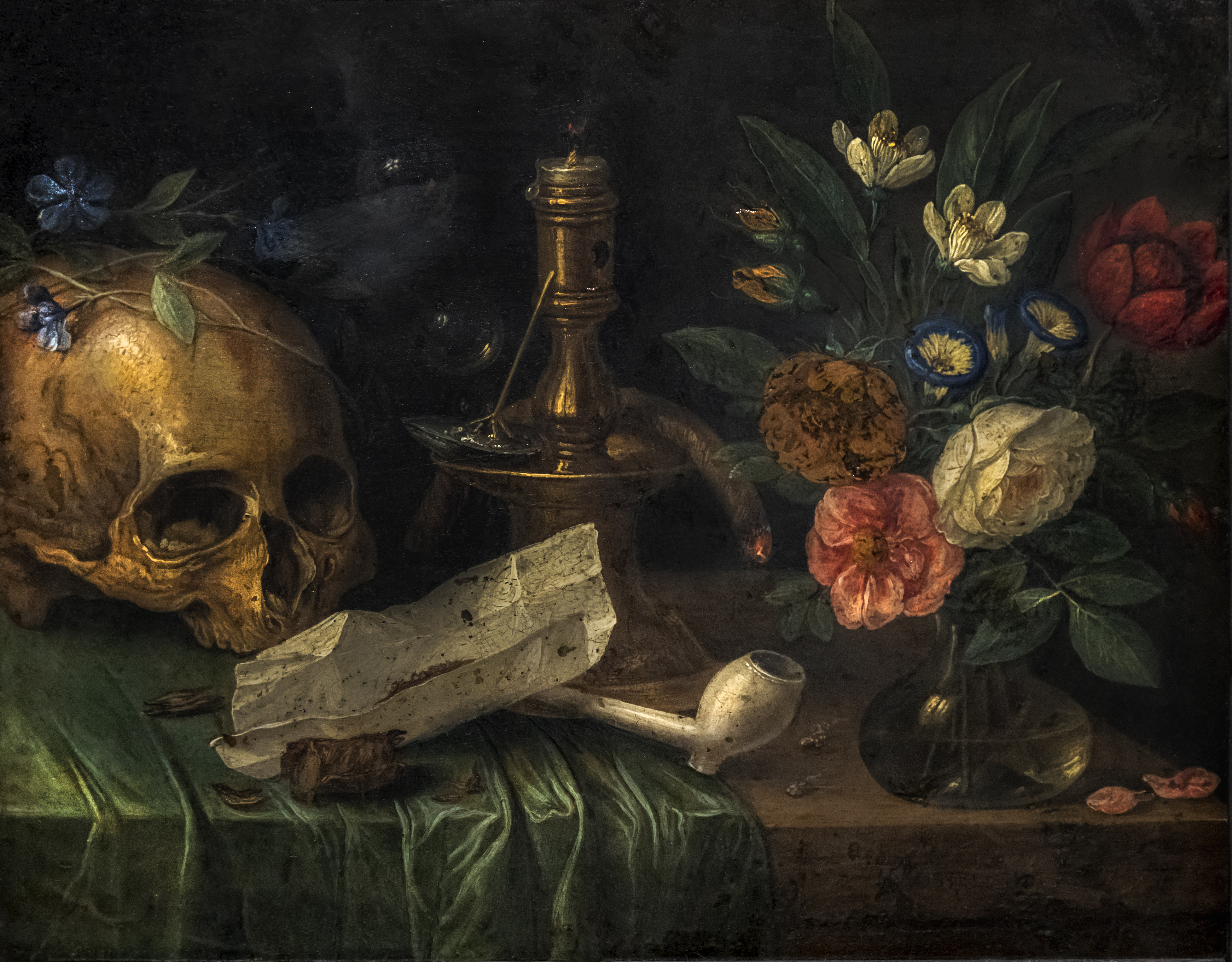
Vanité au crâne Musée des Arts décoratifs (Paris).